# Seilbahn Sonnenberg

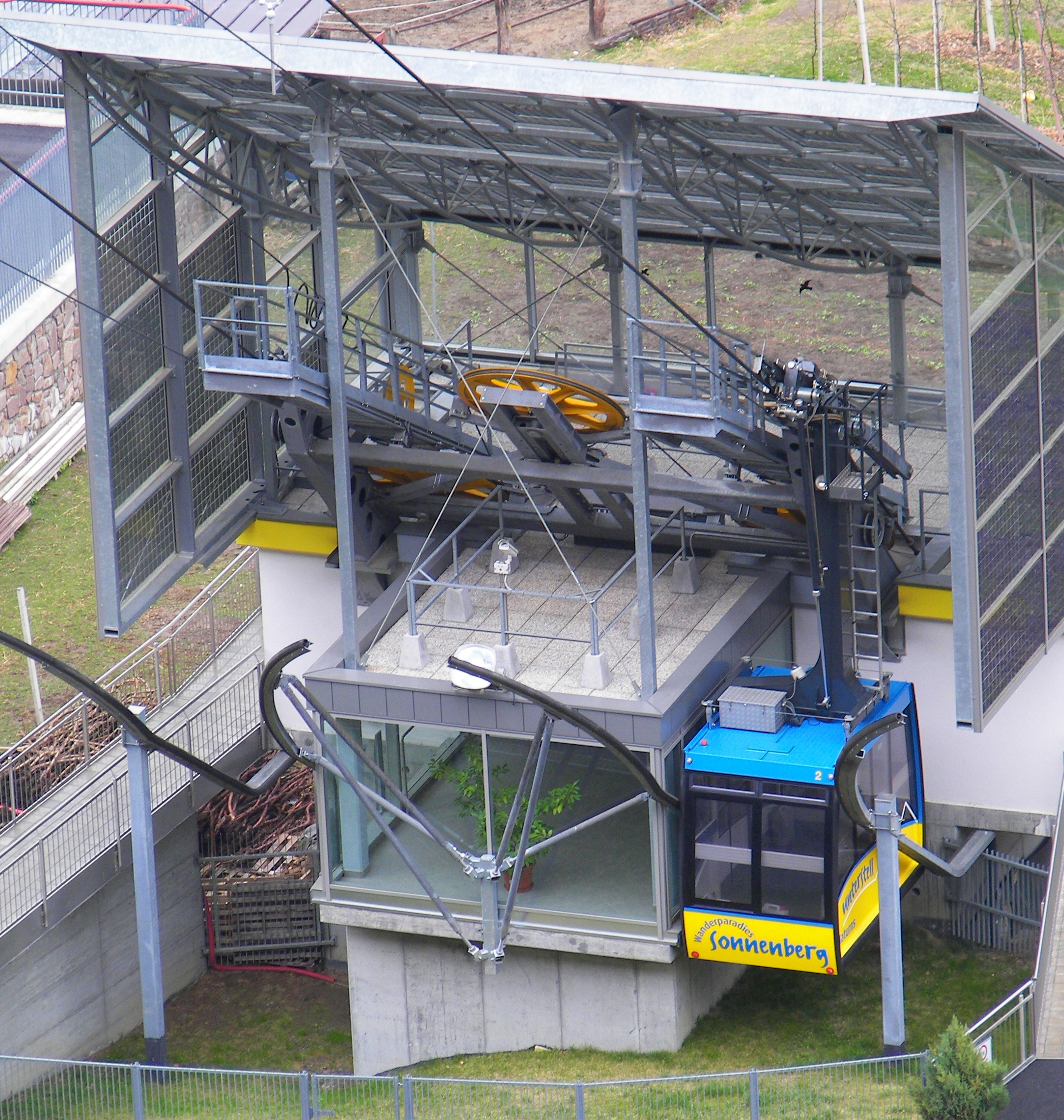
Talstation

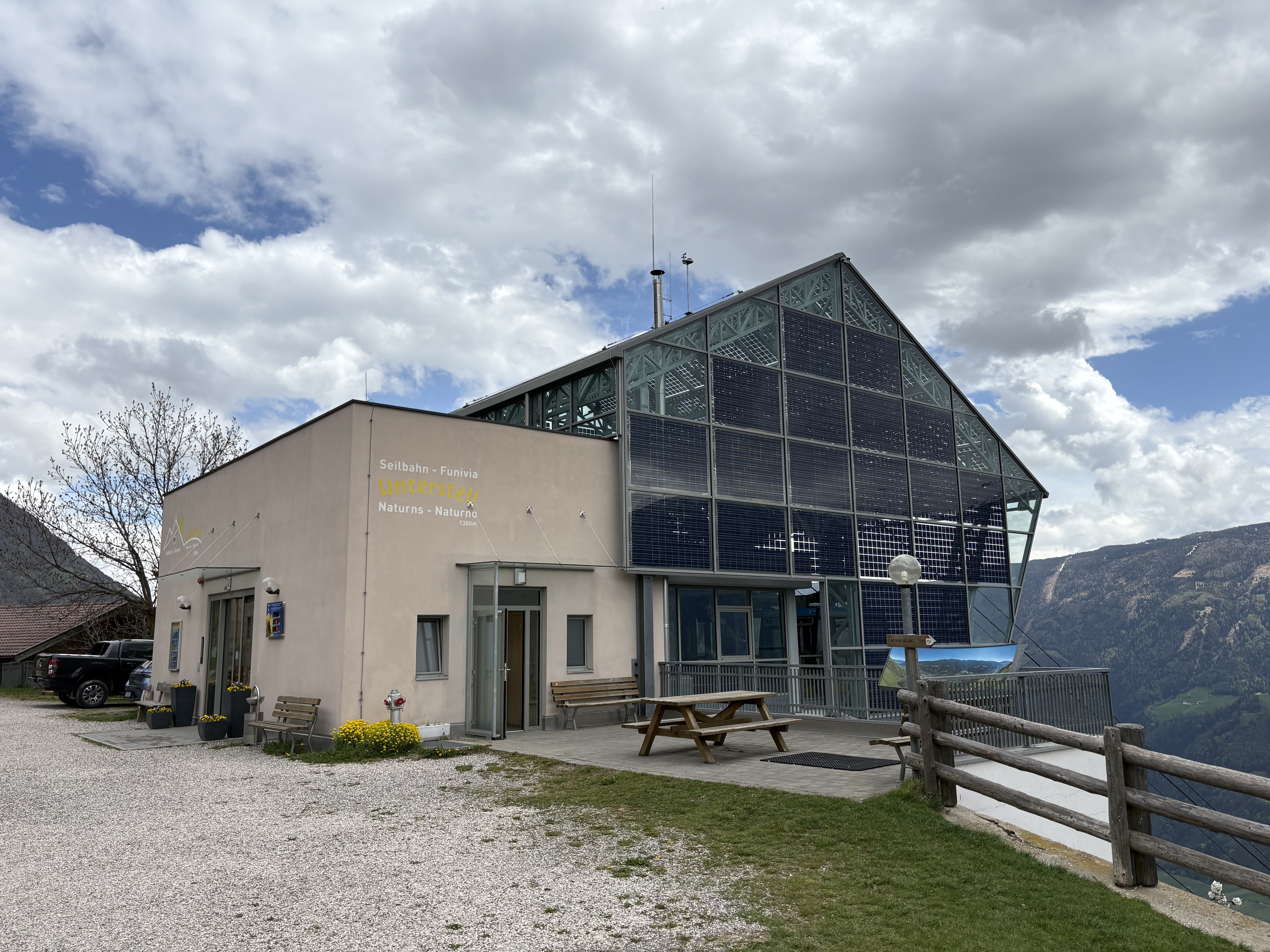
Bergstation

Die Seilbahn Sonnenberg ist eine Luftseilbahn im Vinschgau in Südtirol. Diese führt von Naturns nach Unterstell auf den Sonnenberg. Von der Talstation (554 Meter Höhe) schweben die Gondeln der modernen Kabinenbahn zur Bergstation auf 1.282 Meter Höhe.
Die Talstation liegt in unmittelbarer Nähe zum Wasserkraftwerk Naturns.

## Max-und-Moritz-Bahn
Die zuvor kleine Max-und-Moritz-Bahn wurde zu einer modernen Pendelbahn mit einem Fassungsvermögen von 25 Personen je Kabine umgebaut, die jetzt im 30-Minuten-Betrieb eingesetzt wird.